# Obinna Nwobodo
Obinna Emmanuel Nwobodo (Enugu, 29 novembre 1996) è un calciatore nigeriano, centrocampista del FC Cincinnati.

## Caratteristiche tecniche
È un centrocampista centrale.

### Presenze e reti nei club
Statistiche aggiornate al 9 novembre 2024.
| Stagione             | Squadra              | Campionato           | Campionato | Campionato | Coppe nazionali | Coppe nazionali | Coppe nazionali | Coppe continentali | Coppe continentali | Coppe continentali | Altre coppe | Altre coppe | Altre coppe | Totale | Totale |
| Stagione             | Squadra              | Comp                 | Pres       | Reti       | Comp            | Pres            | Reti            | Comp               | Pres               | Reti               | Comp        | Pres        | Reti        | Pres   | Reti   |
| -------------------- | -------------------- | -------------------- | ---------- | ---------- | --------------- | --------------- | --------------- | ------------------ | ------------------ | ------------------ | ----------- | ----------- | ----------- | ------ | ------ |
| 2014                 | Enugu Rangers        | PFL                  | 11         | 0          |                 | -               | -               |                    | -                  | -                  |             | -           | -           | 11     | 0      |
| 2015                 | Enugu Rangers        | PFL                  | 0          | 0          |                 | -               | -               |                    | -                  | -                  |             | -           | -           | 0      | 0      |
| 2016                 | Enugu Rangers        | PFL                  | 31         | 7          |                 | -               | -               |                    | -                  | -                  |             | -           | -           | 31     | 7      |
| gen.-lug. 2017       | Enugu Rangers        | PFL                  | 14         | 2          |                 | -               | -               | CCL+CCC            | 1+2                | -                  |             | -           | -           | 17     | 2      |
| Totale Enugu Rangers | Totale Enugu Rangers | Totale Enugu Rangers | 56         | 9          |                 | -               | -               |                    | 3                  | 0                  |             | -           | -           | 59     | 9      |
| 2017-2018            | Újpest               | NB1                  | 30         | 3          | CU              | 10              | 1               |                    | -                  | -                  |             | -           | -           | 40     | 4      |
| 2018-2019            | Újpest               | NB1                  | 27         | 4          | CU              | 3               | 2               | UEL                | 3                  | 1                  |             | -           | -           | 33     | 7      |
| 2019-2020            | Újpest               | NB1                  | 32         | 3          | CU              | 5               | 1               |                    | -                  | -                  |             | -           | -           | 37     | 4      |
| ago.-set. 2020       | Újpest               | NB1                  | 4          | 0          | CU              | 0               | 0               |                    | -                  | -                  |             | -           | -           | 4      | 0      |
| Totale Újpest        | Totale Újpest        | Totale Újpest        | 93         | 10         |                 | 18              | 4               |                    | 3                  | 1                  |             | -           | -           | 114    | 15     |
| set. 2020-2021       | Göztepe              | SL                   | 31         | 0          | CT              | 1               | 0               |                    | -                  | -                  |             | -           | -           | 32     | 0      |
| 2021-apr. 2022       | Göztepe              | SL                   | 29         | 0          | CT              | 3               | 0               |                    | -                  | -                  |             | -           | -           | 32     | 0      |
| Totale Göztepe       | Totale Göztepe       | Totale Göztepe       | 60         | 0          |                 | 4               | 0               |                    | -                  | -                  |             | -           | -           | 64     | 0      |
| 2022                 | FC Cincinnati        | MLS                  | 24+2       | 0          | USOC            | 0               | 0               |                    | -                  | -                  | LC          | 1           | 0           | 27     | 0      |
| 2023                 | FC Cincinnati        | MLS                  | 30+3       | 2+0        | USOC            | 4               | 0               |                    | -                  | -                  | LC          | 3           | 0           | 40     | 2      |
| 2024                 | FC Cincinnati        | MLS                  | 30+3       | 0          |                 | -               | -               | CCC                | 3                  | 0                  | LC          | 4           | 0           | 40     | 0      |
| Totale FC Cincinnati | Totale FC Cincinnati | Totale FC Cincinnati | 84+8       | 2+0        |                 | 4               | 0               |                    | 3                  | 0                  |             | 8           | 0           | 107    | 2      |
| Totale carriera      | Totale carriera      | Totale carriera      | 301        | 21         |                 | 26              | 4               |                    | 9                  | 1                  |             | 8           | 0           | 344    | 26     |

## Palmarès

### Club

#### Competizioni nazionali
- Campionato nigeriano: 1

Enugu Rangers: 2016
- Coppa d'Ungheria: 1

Újpest: 2017-2018